# (467107) 2016 EA60
(467107) 2016 EA60 es un asteroide perteneciente al cinturón de asteroides, descubierto el 15 de marzo de 2012 por el equipo Spacewatch desde el Observatorio Nacional de Kitt Peak (Arizona, Estados Unidos).